# Little Catalina
Little Catalina är en ort i Kanada.   Den ligger i provinsen Newfoundland och Labrador, i den östra delen av landet, 1 700 km öster om huvudstaden Ottawa. Little Catalina ligger 30 meter över havet och antalet invånare är 458.
Terrängen runt Little Catalina är platt. Havet är nära Little Catalina åt sydost.Trakten är glest befolkad. Närmaste större samhälle är Bonavista, 12,7 km nordväst om Little Catalina. 